# Le Bois de la nuit

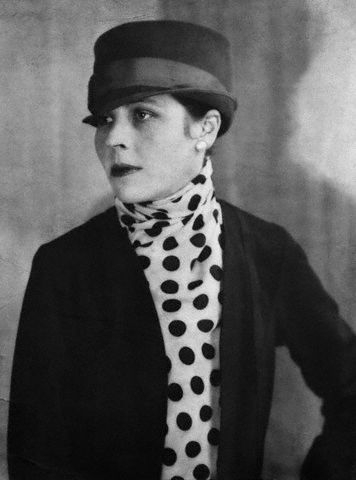
Portrait de Djuna Barnes

Le Bois de la nuit (Nightwood en anglais) est un roman de Djuna Barnes relatant son histoire d'amour avec l'artiste Thelma Wood. Il est considéré comme un titre phare de la littérature lesbienne.

## Résumé
Le Bois de la nuit relate l'histoire d'amour entre Nora Flood et Robin Vote,, deux personnages qui ressemblent beaucoup à l'autrice, Djuna Barnes, et sa compagne durant 8 ans, Thelma Wood. Cette dernière occupe une place importante dans le roman, et y est décrite de manière cruelle.

## Réception
Le roman est décrit comme le chef-œuvre de Djuna Barnes.
Lors de la sortie, Thelma Wood, indignée, se serait sentie mal représentée et aurait prétendu que la publication du livre avait ruiné sa vie.
En 2012, Emily Colette Wilkison et Garth Risk Hallberg, deux journalistes du site internet The Million, spécialisé en littérature, classent Le Bois de la nuit parmi les 10 livres les plus difficiles à lire,,. Cela serait dû à « une histoire qui traîne en longueur et lestée d'emphases métaphoriques ».

## Traduction
Le Bois de la nuit est initialement publié en anglais, en 1936, aux éditions Faber & Faber. Il sort en France en 1957 aux Éditions du Seuil sous le titre L'Arbre de la nuit. La traduction est confiée à Pierre Leyris et la préface de T. S. Eliot. L'ouvrage est republié en 1986 sous son titre actuel par la collection « Points roman ».

## Éditions
- L'Arbre de la nuit, éditions du Seuil, 1957, 205 p.
- Le Bois de la nuit, éditions du Seuil, 1986, 208 p.  (ISBN 9782021143102)